# 福井県道176号御本丸大手町線
福井県道176号御本丸大手町線（ふくいけんどう176ごう ごほんまるおおてちょうせん）は福井県福井市内に終始する県庁と主要地方道を結ぶ一般県道である。

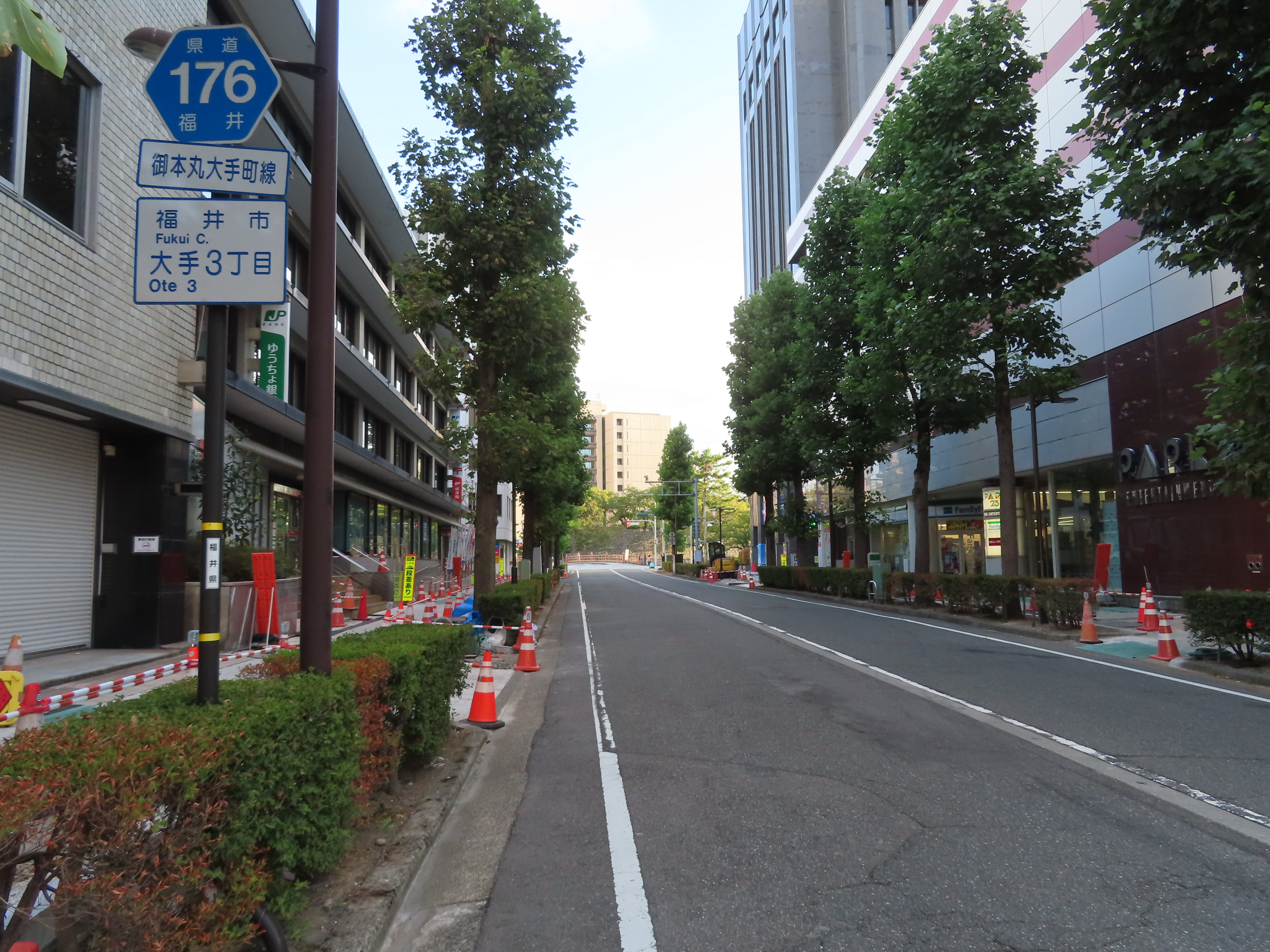
福井市大手3丁目（2023年8月）

## 路線概要
福井県庁舎と福井市における重要な幹線である福井県道11号福井停車場線を結ぶ非常に重要な役割を担う県道である。県庁舎は福井城址に建てられており、また敷地内に福井県警察本部も置かれているため、主要地方道以上に重要な役割を担っている一般県道である。さらに沿線ではないが、付近に福井市役所もあり、そこへのアクセスも担っている。

### 路線データ
- 起点:福井県福井市大手三丁目（福井城本丸）
- 終点:同市中央一丁目（県庁入口交差点）

## 道路状況
重要な役割を担う路線だがそれ程道幅は広くなく、他の市内を走る一般県道よりも細いくらいであるが、片側一車線に歩道は確保されている。なお、県庁舎など福井県の中枢が集まる福井城内濠内の本丸区画へ常時車道を供用している唯一の道路（他に2橋あるが、1橋は車道を平常時閉鎖、もう1橋は歩行者専用）であるため、テロや犯罪に特に注意が向けられている道路でもある。

## 接続路線
- 福井県道11号福井停車場線（福井市中央一丁目・県庁入口交差点、終点）

## 沿線周辺
- 福井県庁舎
  - 行政棟
  - 議会棟（福井県議会議事堂）
  - 警察棟- 福井県警察本部、中部管区警察局福井県情報通信部
- 福井城址
- 福井県農業会館 - 福井県農業協同組合連合会、福井県農業協同組合本店
- 越前ふくい美術館
- 福井県水産会館 - 福井県漁業協同組合連合会
- 福井中央郵便局
- 福井市役所
- 北陸新幹線・ハピラインふくい線 福井駅